# Người Nguyên Mưu

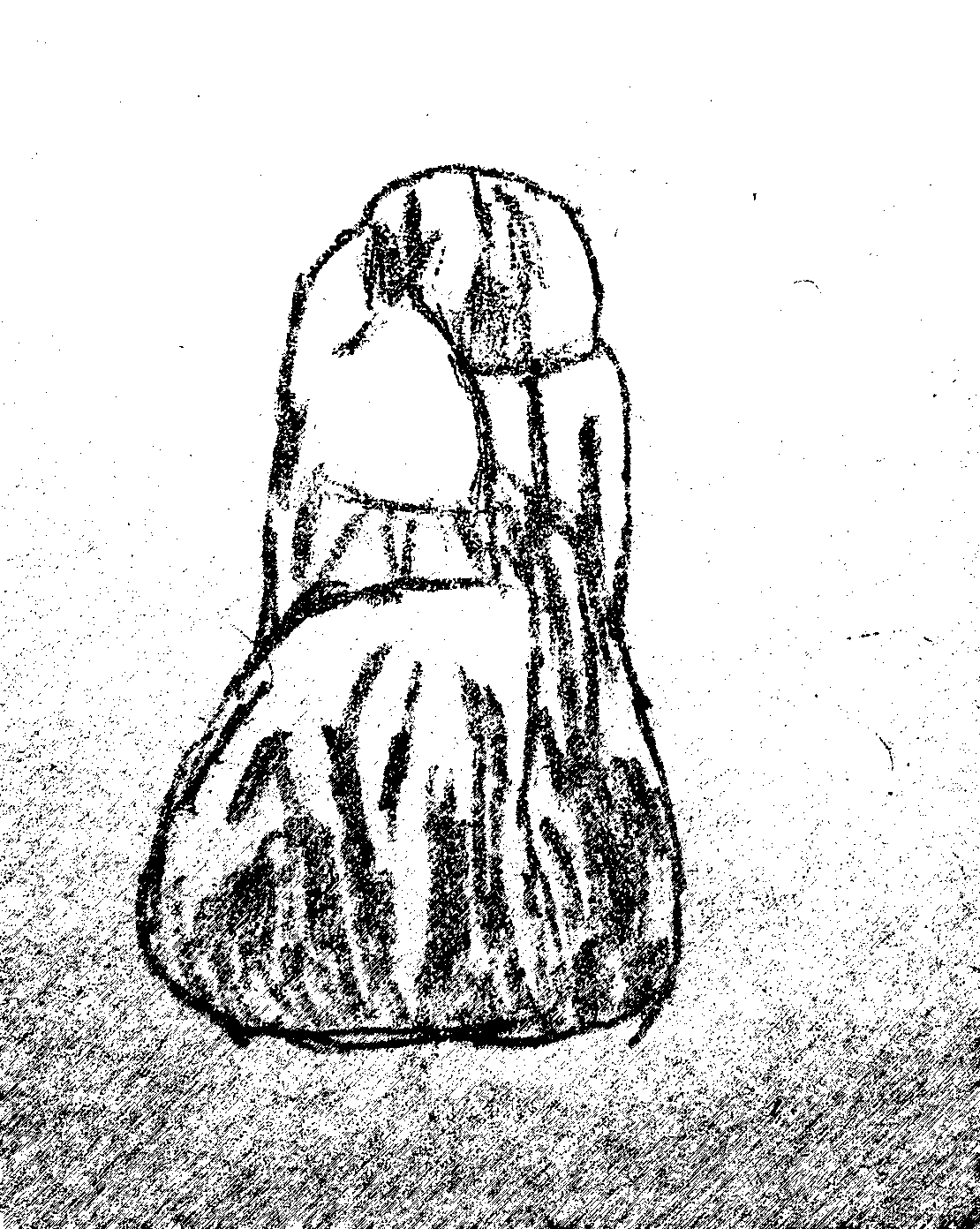
Răng người Nguyên Mưu

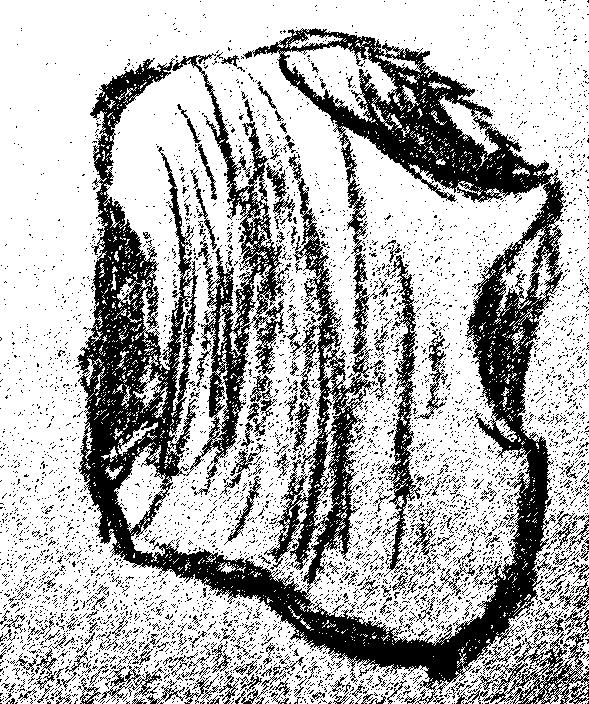
Công cụ đá của người Nguyên Mưu

Người Nguyên Mưu hay người đứng thẳng Nguyên Mưu, trước đây còn gọi là người vượn Nguyên Mưu (tiếng Hoa giản thể: 元谋人/元谋直立人/元谋猿人; truyền thống: 元謀人/元謀直立人/元謀猿人; bính âm: Yuánmóu Rén/Yuánmóu Zhílí Rén/Yuánmóu YuánRén), danh pháp khoa học: Homo erectus yuanmouensis, đề cập đến một thành viên của giống Homo có di cốt hai răng cửa, được phát hiện gần thôn Thượng Na Bạng, huyện Nguyên Mưu ở phía tây nam tỉnh Vân Nam, Trung Quốc. Sau đó đã phát hiện và khai quật tại di chỉ các hiện vật bằng đá, mảnh xương động vật,... cho thấy dấu hiệu của con người và tro từ lửa trại.
Việc xếp người Nguyên Mưu vào loài Homo erectus dựa trên sự tương tự của nó với người Bắc Kinh tìm thấy ở Chu Khẩu Điếm.
Các hóa thạch đang được trưng bày tại Bảo tàng Quốc gia Trung Quốc tại Bắc Kinh.

## Phát hiện
Di cốt người Nguyên Mưu được nhà địa chất Tiền Phương (钱方) của Viện Nghiên cứu Cơ học Địa chất phát hiện vào ngày 01/05/1965.

## Xác định niên đại
Độ tuổi của mẫu vật hiện không rõ ràng, do vị trí chính xác của chúng tại di chỉ trong cuộc khai quật năm 1973 không thể được tái tạo một cách chắc chắn tại Viện Cổ sinh Động vật có xương sống và Cổ nhân loại học Trung Quốc (tiếng Hoa: 中国科学院古脊椎动物与古人类研究所).
Dựa theo định tuổi bằng cổ địa từ của đá có mặt tại di chỉ, thì tuổi được ước tính ban đầu của những hóa thạch là khoảng 1,7 Ma (Mega annum, triệu năm). Số liệu này dẫn đến nó được coi là đại diện hóa thạch đầu tiên của tổ tiên con người tìm thấy ở Trung Quốc và Đông Nam Á. Nó đã từng được cho là có thể có trước cả "người Vu Sơn", nhưng di cốt này đã bị loại ra vì là loài đười ươi (Ponginae).
Tuy nhiên Geoffrey Pope gián tiếp nghi vấn số liệu định tuổi này, bởi nó không phù hợp với các bằng chứng về sự xuất hiện của họ người ở châu Á trước 1 Ma. Hiện vẫn còn ý kiến mâu thuẫn nhau về độ tuổi của thành hệ Nguyên Mưu và người vượn Nguyên Mưu. You et al. (1978) cho rằng Đoạn 4 ở phần trên của thành tạo là giữa Pleistocen, và cần được chỉ định là thành hệ Shangnabang, trong khi các trầm tích tiếp xúc tại Shagou chứa Enhydriodon cf. falconeri nên cần được xếp vào thành hệ Shagou với tuổi Pliocen.
Dựa trên các hóa thạch động vật gần đó có tuổi được xác định tin cậy, đối chiếu với các lớp đất đã được sắp xếp lặp đi lặp lại, thì tuổi của tầng chứa di cốt là ít hơn 900 Ka (Kilo annum, ngàn năm). Các ước tính khác dựa trên lịch sử phát tán Homo erectus ở châu Á, dựa trên các công cụ tạo tác, thì cho ra độ tuổi chỉ cỡ 600-500 Ka.